# Johan Eberhard Paul Ernst Gericke van Herwijnen
Johan Eberhard Paul Ernst Gericke, heer van Herwijnen (Kleef, 23 februari 1785 - Maastricht, 19 november 1845), was een Nederlands ambtenaar, politicus en provinciaal gouverneur.

## Levensloop
Paul Gericke was lid van de familie Gericke. Hij werd geboren als zoon van de ambtenaar Johann Wilhelm Gericke (1743-1814) en Susanna Magdalena Catherine Gosmann (1743-?). Hij begon zijn loopbaan als ambtenaar in Pruisische dienst te Kleef, Hamm en Münster (1801-1806). Tijdens de napoleontische tijd werkte hij als ambtenaar in Franse dienst in Düsseldorf en Dillenburg (1807-1814). In 1807 trad hij als lutheraan in Wattenscheid in het huwelijk met de katholieke Johanna Lauten.
In 1815 werd hij tot Nederlander genaturaliseerd. Hij oefende diverse functies uit, onder andere bij de Dienst Financiën in Brussel en bij Registratie en Domeinen in Luik. In 1817 kocht hij het Sint-Jansbergkasteel in Zelem, dat hij gebruikte als buitenverblijf. Van 1824 tot 1834 was hij werkzaam in Den Haag bij de Dienst Registratie en Loterijen, waar het kadaster onder viel.
In 1831 werd hij aangesteld als buitengewoon commissaris van de provincie Limburg, maar door de blokkade van Maastricht en de bezetting van heel Limburg door Belgische troepen (uitgezonderd Venlo en Maastricht), kon hij die functie nauwelijks uitoefenen. Gericke was weinig populair en zijn optreden tegen de Belgische separatisten was zwak. Om zijn functie te blijven uitoefenen moest hij na de afscheiding van België zijn Belgische bezittingen verkopen, waarna hij verschillende rechten en gronden verwierf in Herwijnen. In 1833 werd hij op verzoek door koning Willem I tot jonkheer verheven. Hij voegde daarna soms 'van Herwijnen' aan zijn naam toe.
Naar aanleiding van een ministeriële enquête naar de arbeidsomstandigheden in de fabrieken in 1841 drong hij bij de regering aan op maatregelen als een minimumleeftijd, verplicht onderwijs en kortere werktijden voor kinderen. Het was tevergeefs.
Gericke overleed op 60-jarige leeftijd in Maastricht. Hij werd met zijn tweede vrouw, die hem 28 jaar overleefde, begraven op de Algemene Begraafplaats Tongerseweg in Maastricht. De grafmonumenten van de familie Gericke van Herwijnen-de Salis worden sinds 1997 beschermd als rijksmonument. Het graf van zijn jong gestorven oudste zoon Albert, een afgebroken zuil, is niet bewaard gebleven.

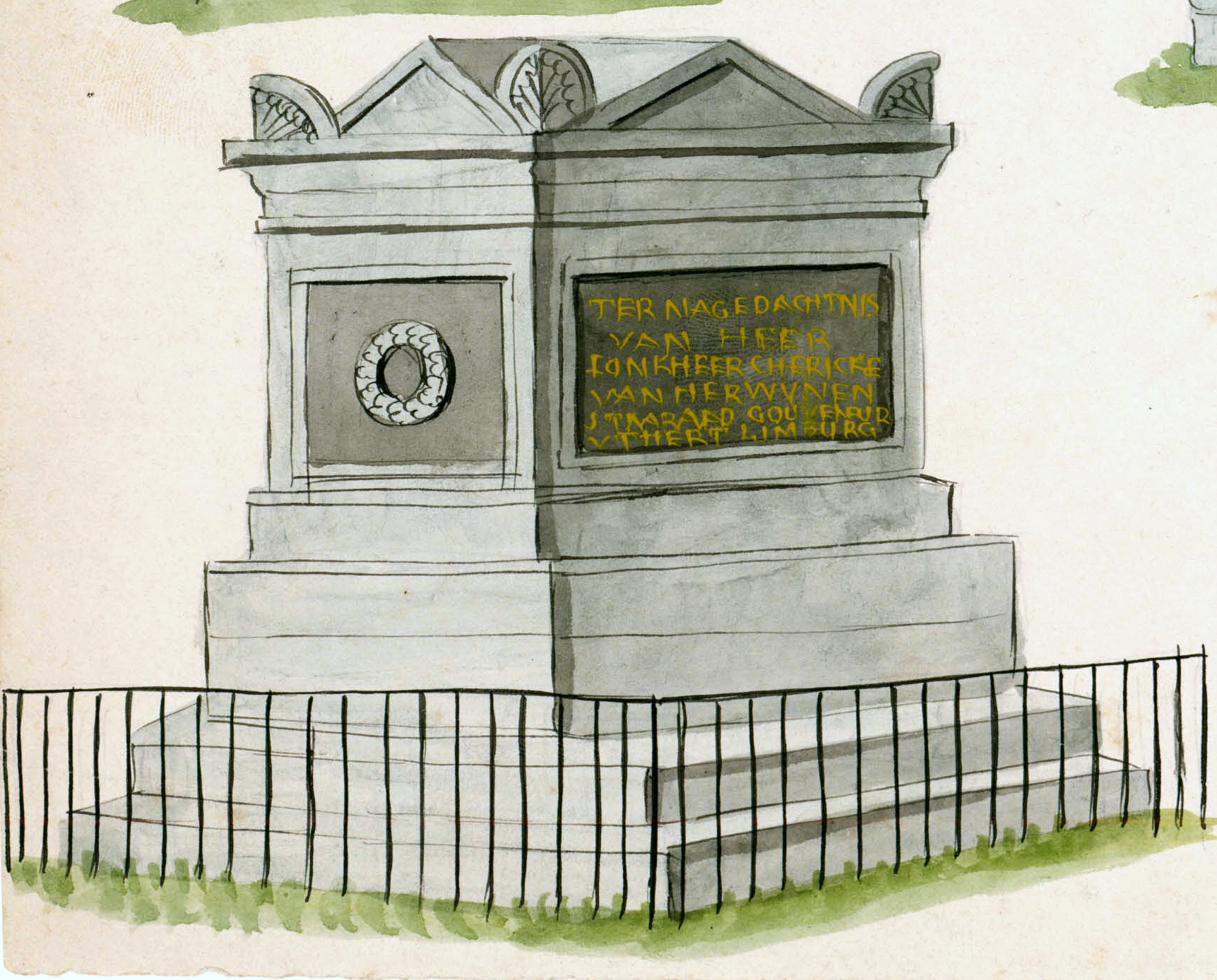
Grafmonument (getekend door Philippe van Gulpen, na 1845)
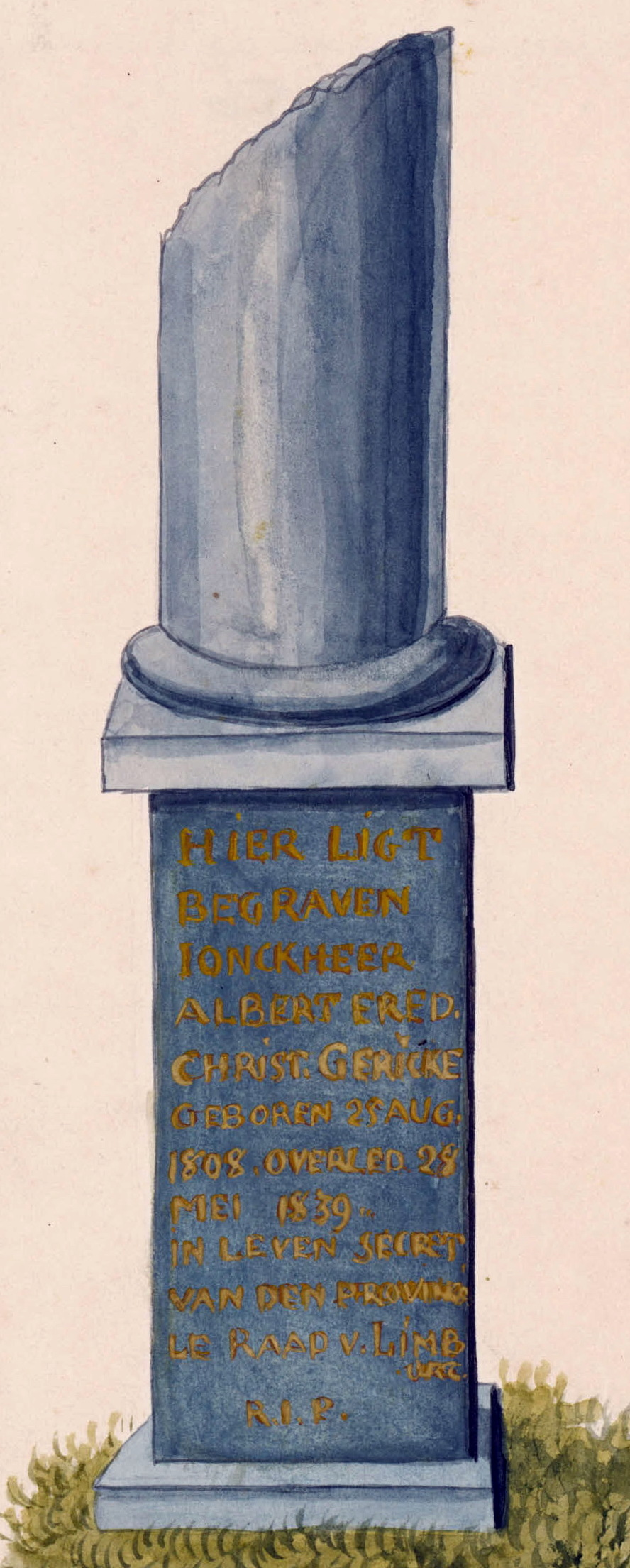
Grafmonument oudste zoon (Philippe van Gulpen, na 1839)
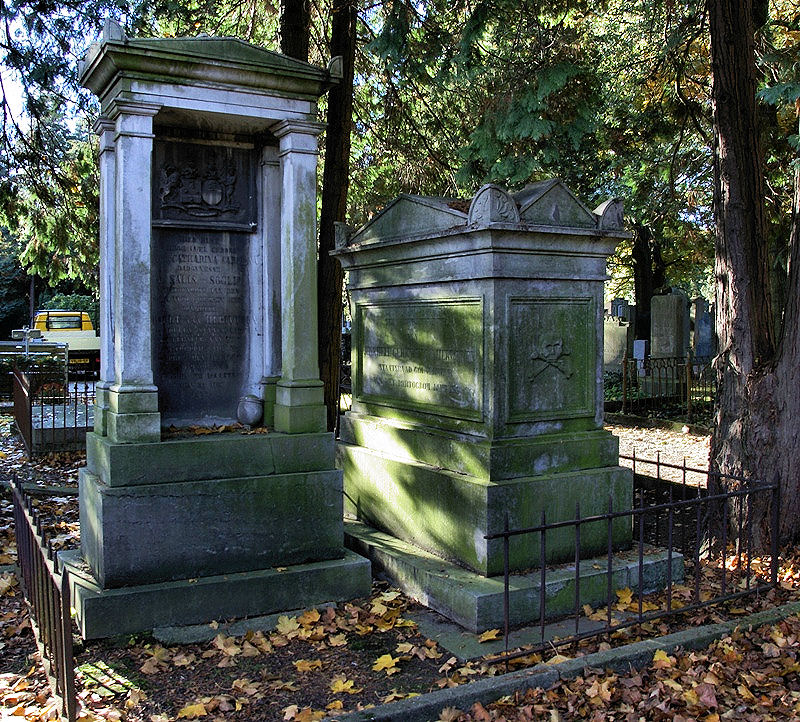
Grafmonumenten Gericke van Herwijnen-de Salis, 2010

## Nageslacht
Johan Eberhard Paul Ernst Gericke was gehuwd met 1) Johanna Maria Francisca Lauten (±1779-1833) en 2) Catharina Carolina de Salis (1806-1873). Met zijn eerste vrouw kreeg hij vier kinderen. Hoewel het Pruisische Landrecht voorschreef dat bij gemengde huwelijken de mannelijke nakomelingen in de confessie van de vader, en de vrouwelijke nakomelingen in die van de moeder opgevoed moesten worden, kregen alle kinderen een katholieke opvoeding.
1. Frederik Albert Christiaan Gericke van Herwijnen (1808-1839), gehuwd met Wilhelmina Charlotte barones van Heerdt (1802-?), dochter van Thimon Cornelis van Heerdt tot Eversberg
2. Francisca Wilhelmina Jacoba Gericke van Herwijnen (±1811-1844)
3. Joseph Louis Heinrich Alfred Gericke van Herwijnen (1814-1899), Minister van Buitenlandse Zaken in het kabinet-Thorbecke III, gehuwd met Elisabeth Colette Ghislaine Fançoise Xaviere Huughe de Peutevin (1825-1918), 2 kinderen
4. Caroline Hyacinthe Emilie Gericke van Herwijnen (±1817-1884), gehuwd met Johannes Theodorus Binckhorst van den Binckhorst (1810-1876), burgemeester van Meerssen, 3 kinderen

- Biografisch Portaal: 00009293
- Digitale Bibliotheek voor de Nederlandse Letteren: geri009
- International Standard Name Identifier: 0000 0003 9049 5192
- Nederlandse Thesaurus van Auteursnamen: 073603708
- Parlement.com: vg09llz5qkys
- Virtual International Authority File: 284108354
- WorldCat: E39PBJyGWCyW8PyWpWMgYKXfMP